# ファビアン・ルイス
ファビアン・ルイス・ペーニャ（Fabián Ruiz Peña、1996年4月3日 - ）は、スペイン・アンダルシア州ロス・パラシオス・イ・ビジャフランカ出身のサッカー選手。リーグ・アン・パリ・サンジェルマンFC所属。スペイン代表。ポジションはMF。

## クラブ経歴

### ベティス
アンダルシア州セビリア県のロス・パラシオス・イ・ビジャフランサに生まれ、EFラ・ウニオン・デ・ロス・パラシオスでサッカーを初めてすぐの8歳の時にレアル・ベティスのカンテラに加入した。2014年7月にBチームへ引き上げられると、同年9月21日のセグンダ・ディビシオンB、マルベジャFC戦でBチームデビューを果たした。
トップチームデビュー戦となったのは12月13日のCDルーゴ戦であり、後半51分にシャビ・トーレスとの交代でトップチームデビューとなった。ファビアン・ルイスはこの2014-15シーズン、トップチームで6試合に出場し、クラブはラ・リーガ復帰を果たした。
2015年8月23日、ホームで行われたビジャレアルCF戦にて、アルフレッド・エンディアイェとの交代でラ・リーガデビューを飾った。

#### エルチェへのレンタル
2017年12月23日、ベティスとの契約を2019年6月末まで延長し、セグンダに所属するエルチェCFへの半年のレンタル移籍が決まった。同年5月17日、ジムナスティック・タラゴナ戦にて自身のプロ初ゴールとなるチームの先制点を決め、3-1での勝利に貢献した。自身はリーグ戦18試合に出場したものの、エルチェはシーズン終了後にセグンダBへの降格が決定した。

#### ベティス復帰
2017-18シーズン、レンタル元のベティスに復帰すると、新たにクラブの監督に就任したキケ・セティエンの下でレギュラーに定着し、9月25日のレバンテUD戦ではベティスでの初ゴールを挙げた。年が明けた1月31日、クラブとの契約を4年延長して2023年までとし、契約解除金も3000万ユーロへ引き上げられた。シーズン終盤にあたる4月30日のマラガCF戦では2-1での勝利に繋がる決勝ゴールを挙げ、クラブのUEFAヨーロッパリーグ出場権獲得に一役買った。

### ナポリ
2018年7月5日、SSCナポリと2023年6月30日までの契約を締結したことが発表された。

### パリ・サンジェルマン
2022年8月31日、パリ・サンジェルマンFCと2027年までの5年契約を締結したことが発表された。

## 代表経歴
2015年からユース世代のスペイン代表に招集され、2019年6月にフル代表デビューを果たし、同年11月のルーマニア戦でA代表初ゴールを挙げた。
2024年、UEFA EURO 2024グループリーグのクロアチアとの対戦で1得点を決め、ベスト16で対戦したジョージアとの対戦でも1得点を決めた。

## 個人成績

### 代表
出場大会
- U-21スペイン代表

2019年 - UEFA U-21欧州選手権2019 (優勝)
- スペイン代表

2021年 - UEFA EURO 2020 (ベスト16)
試合数
- 国際Aマッチ 24試合 3得点（2019年 - ）

| スペイン代表 | 国際Aマッチ | 国際Aマッチ |
| 年           | 出場        | 得点        |
| ------------ | ----------- | ----------- |
| 2019         | 6           | 1           |
| 2020         | 3           | 0           |
| 2021         | 6           | 0           |
| 2022         | 0           | 0           |
| 2023         | 6           | 0           |
| 2024         | 3           | 2           |
| 通算         | 24          | 3           |

得点
| # | 開催日         | 開催地                                                       | 対戦国         | スコア | 結果 | 大会               |
| - | -------------- | ------------------------------------------------------------ | -------------- | ------ | ---- | ------------------ |
| 1 | 2019年11月18日 | マドリード、エスタディオ・メトロポリターノ                   | ルーマニア     | 1-0    | 5-0  | UEFA EURO 2020予選 |
| 2 | 2024年6月8日   | パルマ・デ・マヨルカ、エスタディ・マジョルカ・ソン・モイシュ | 北アイルランド | 4-1    | 5-1  | 親善試合           |
| 3 | 2024年6月15日  | ベルリン、オリンピアシュタディオン                           | クロアチア     | 2-0    | 3-0  | UEFA EURO 2024     |

## タイトル

### クラブ
レアル・ベティス
- セグンダ・ディビシオン: 2014-15

ナポリ
- コッパ・イタリア: 2019-20

パリ・サンジェルマン
- リーグ・アン: 2022-23

### 代表
U-21スペイン代表
- UEFA U-21欧州選手権: 2019

スペイン代表
- UEFAネーションズリーグ: 2022-23
- UEFA欧州選手権: 2024

### 個人
- UEFA U-21欧州選手権 大会MVP: 2019
- UEFA U-21欧州選手権大会ベストイレブン: 2019